# Robia legula
Robia legula är en fiskart som beskrevs av Pietsch, 1979. Robia legula ingår i släktet Robia och familjen Caulophrynidae. Inga underarter finns listade i Catalogue of Life.